# اریک قزلز
اریک قزلز (انگلیسی: Eric Ghysels؛ زادهٔ ۱۹۵۶ (۶۸–۶۹ سال)) اقتصاددان، و کارشناس آمار اهل ایالات متحده آمریکا است.
وی همچنین برندهٔ جوایزی همچون برنامه فولبرایت شده‌است.